# Eucalyptus laeliae
Eucalyptus laeliae ist eine Pflanzenart innerhalb der Familie der Myrtengewächse (Myrtaceae). Sie kommt im Südteil der Westküste von Western Australia vor und wird dort „Darling Range Ghost Gum“ genannt.

## Beschreibung

### Erscheinungsbild und Blatt
Eucalyptus laeliae wächst als Baum, der Wuchshöhen von 5 bis 20 Meter erreicht. Die Borke ist am gesamten Baum glatt und pulvrig weiß. Im Mark der jungen Zweige gibt es Öldrüsen, nicht aber in der Borke.
Bei Eucalyptus laeliae liegt Heterophyllie vor. Die Laubblätter sind stets in Blattstiel und Blattspreite gegliedert. Die auf Ober- und Unterseite gleichfarbig matt grau-grüne Blattspreite an mittelalten Exemplaren ist elliptisch bis eiförmig, gerade und ganzrandig. Die Blattstiele an erwachsenen Exemplaren sind schmal abgeflacht oder kanalförmig. Die auf Ober- und Unterseite gleichfarbig matt grau-grünen Blattspreiten an erwachsenen Exemplaren sind lanzettlich, sichelförmig gebogen, relativ dünn, verjüngen sich zur Spreitenbasis hin und besitzen ein zugespitztes oberes Ende. Die kaum erkennbaren Seitennerven gehen in einem spitzen oder stumpfen Winkel vom Mittelnerv ab. Die Keimblätter (Kotyledone) sind zweiteilig.

### Blütenstand und Blüte
Seitenständig an einem bei einer Breite von bis zu 3 mm im Querschnitt breit abgeflachten Blütenstandsschaft stehen in einfachen Blütenstand etwa drei, sieben oder bis zu elf Blüten zusammen. Die Blütenknospen sind verkehrt-eiförmig oder spindelförmig und nicht blaugrün bemehlt oder bereift. Die Kelchblätter bilden eine Calyptra, die früh abfällt. Die glatte Calyptra ist halbkugelig oder konisch, so lang und so breit wie der glatte Blütenbecher (Hypanthium). Die Blüten sind weiß oder cremeweiß. Die Blütezeit reicht in Western Australia von Dezember oder Januar bis Februar.

### Frucht
Die Frucht ist halbkugelig. Der Diskus ist eingedrückt, die Fruchtfächer stehen heraus.

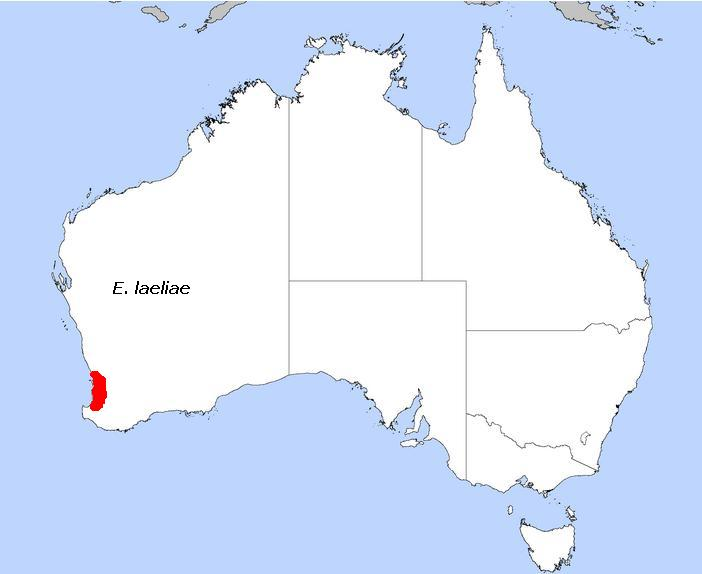
Verbreitung

## Vorkommen
Das natürliche Verbreitungsgebiet von Eucalyptus laeliae ist der südliche Abschnitt der Westküste von Western Australia, um Perth. Eucalyptus laeliae kommt in den selbständigen Verwaltungsbezirken Beverley, Capel, Gosnells, Harvey, Kalamunda, Mundaring, Murray, Serpentine-Jarrahdale, Wandering und Waroona in den Regionen Peel, Perth, South West und Wheatbelt vor.
Eucalyptus laeliae wächst auf sandigen Ton- und Lehmböden. Eucalyptus laeliae findet man vorwiegend auf Granitaufschlüssen und Hügeln.

## Taxonomie
Die Erstbeschreibung von Eucalyptus laeliae erfolgte 1969 durch Francis Denis Podger und George McCartney Chippendale in Journal of the Royal Society of Western Australia, Volume 51, S. 65, Figuren 1–3. Das Typusmaterial weist die Beschriftung „1.8 miles south east of North Dandalup on Whittakers Hill Road, about 43 miles south of Perth, Western Australia, 13/10/1966. L. McGrann (FRI 13813). Isotypes at Perth, Sydney, Canberra and Melbourne“ auf.